# Schmini Azeret

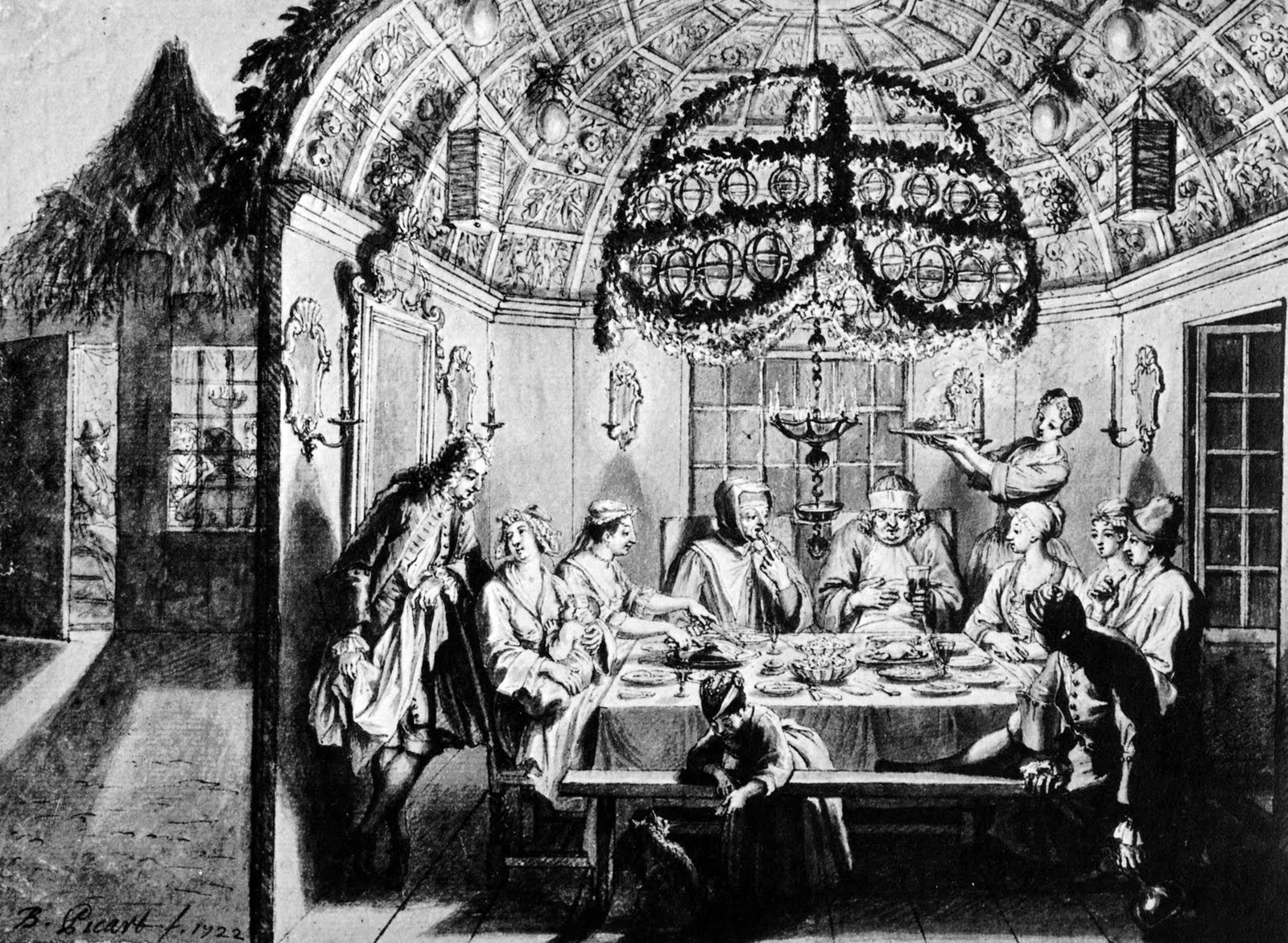
Mahlzeit in der Sukka,
Bernard Picart, Amsterdam 1722

Schmini Azeret oder Schemini Azeret (hebräisch שְּׁמִינִי עֲצֶרֶת ‚Achter [Tag] der  Versammlung‘, deutsch auch Schlussfest) ist der unmittelbar auf das siebentägige Laubhüttenfest (Sukkot) folgende jüdische Feiertag, der oft als Bestandteil von Sukkot angesehen wird. In orthodoxen und konservativen Gemeinden der Diaspora wird er zwei Tage am 22. und 23., in Israel und in gewissen Reformgemeinden einen Tag am 22. Tischri, dem siebten Monat des jüdischen Kalenders, im September oder Oktober gefeiert. Der zweite Tag des Feiertags wird Simchat Tora genannt; dort, wo Schmini Azeret nur einen Tag dauert, fallen die beiden Feiertage zusammen. Schmini Azeret wurde bereits in der Antike im Anschluss an Sukkot gefeiert, während Simchat Tora erst in nachtalmudischer Zeit entstanden ist.
Der Feiertag wird in der Bibel mehrmals erwähnt, so in Levitikus 23,36  und Numeri 29,35 : „Am achten Tag kommt ihr zur großen Festversammlung zusammen; alle Arbeit muss an diesem Tag ruhen“, ebenso bei der Beschreibung der Einweihung des Salomonischen Tempels in Jerusalem (2 Chr 7,9-10 ) und bei der Feier nach der Rückkehr der Juden aus dem babylonischen Exil (Neh 8,18 ).
Nach heutigem Brauch wird an Schmini Azeret teilweise noch in der Sukka gegessen, am Vormittag wird in der Synagoge während oder vor dem Musafgebet das Gebet um Regen (hebräisch גֶּשֶׁם Geschem) vorgetragen, und die Bitte um Regen wird von diesem Tag an bis zum ersten Tag des Pessachfestes – also während der Regenzeit des Winterhalbjahres in Israel – zu Beginn des Achtzehnbittengebets eingefügt. Außer wenn einer der Zwischentage von Sukkot auf einen Sabbat fällt, wird das Buch Kohelet zu Schmini Azeret gelesen.
Vier Mal pro Jahr – an Jom Kippur, Schmini Azeret, am letzten Tage von Pessach und dem zweiten Tag von Schawuot – wird nach aschkenasischem Ritus ein besonderes Gedenkgebet, יִזְכֹּר Jiskor („Erinnerung“), zum Gedenken der verschiedenen Seele des Vaters und/oder der Mutter in der Synagoge gesprochen. Dies beinhaltet eine Bitte für Zedaka zu deren Wohle. Nur jene, deren Vater und/oder Mutter nicht mehr unter den Lebenden weilen, verbleiben während des Jiskorgebetes in der Synagoge. Jeder andere verlässt den Raum, um so den Nachkommen einen ernsten privaten Moment zu gewähren, in dem sie sich mit dem Andenken mit ihren Eltern vereinen können.

## Kalender
| Jüdisches Jahr | Gregorianisches Datum |
| -------------- | --------------------- |
| 5785           | 24. Oktober 2024      |
| 5786           | 14. Oktober 2025      |
| 5787           | 3. Oktober 2026       |
| 5788           | 23. Oktober 2027      |

Der Festtag beginnt, wie bei allen jüdischen Festen, bereits am Vorabend und endet am Abend des genannten Tages.